# August Beranek
August Beranek (geboren 1904, gestorben 1979 in Ost-Berlin) war ein Verlagsleiter und Herausgeber. Er stammte aus Österreich und leitete von 1919 bis zum Verbot 1938 den Internationalen Psychoanalytischen Verlag in Wien. In der Nachkriegszeit war er Verleger des Deutschen Verlags der Wissenschaften in der DDR.

## Leben
Abseits von seiner Tätigkeit beim Internationalen Psychoanalytischen Verlag und beim Deutschen Verlag der Wissenschaften ist über Beraneks Leben derzeit wenig bekannt. Murray G. Hall vermutete, dass er ein bereits NS-Parteimitglied war, als diese in Österreich noch verboten war und zweifelt Details seiner Darstellung über die letzten Wochen des psychoanalytischen Verlags an.
Ab 1945, nach dem Zweiten Weltkrieg, wirkte Beranek als Redakteur und Übersetzer an der Wiener Zeitschrift Die Brücke mit. Herausgeberin war die „Gesellschaft zur Pflege der kulturellen und wirtschaftlichen Beziehungen zur Sowjetunion“. Zwei Jahre nach Gründung übernahm er von Hugo Glaser die Position des Chefredakteurs. 1948 gründete er in Wien gemeinsam mit Heinrich Kschwendt eine Buchhandlung mit Verlag, Beranek und Kschwendt. (Gerhard Fritsch begann hier eine Buchhändlerlehre.) Sechs Jahre später übernahm er in Ost-Berlin die Leitung des Deutschen Verlag der Wissenschaften, wo er den ursprünglichen Fokus von Lehrbüchern für Naturwissenschaften und Mathematik für den Hochschulgebrauch durch eine Verlagsübernahme auch auf Philosophie, Geschichte und Soziologie erweitern konnte. 1976 war er für die Volksstimme – die Zeitung der Kommunistischen Partei Österreichs in Berlin akkreditiert.
Sein Grab findet sich auf dem Georgen-Parochial-Friedhof IV in Berlin-Friedrichshain.

## Werke
- August Beranek: Mannerheim. Mit einem Vorwort Sr. Ex. des finnischen Gesandten in Berlin T. M. Kivimäki. Berlin, Luken & Luken, 1943.
- Geliebtes Herz. Briefe von Jakob Wassermann [an Stephanie Bachrach]. Herausgegeben von August Beranek. Wien: Zwei Berge-Verlag 1948.
- August Beranek, N. J. Marr: Die Rolle der Beziehungen zwischen Stämmen in der ältesten Geschichte. Die Brücke 1949.
- August Beranek: Zum 10jährigen Bestehen des VEB Deutscher Verlag der Wissenschaften. In: Börsenblatt für den Deutschen Buchhandel. Ausgabe Leipzig. Jahrgang 1964, Nr. 8, 18. Februar 1964, S. 153.
- August Beranek: Wie die Nazis den Internationalen Psychoanalytischen Verlag zerstörten, Zürich: Pinkus-Katalog 118, Mai 1969

## Links
- August Beranek im Themendossier zur historisch-politischen Bildung
- Gedächtnisprotokoll von August Beranek über sein Treffen mit Martin Freud

## Nachweise
1. 1 2  August Beranek (1904-1979) – Find a Grave... Abgerufen am 11. April 2025.
2. ↑  3 August Beranek Image: PICRYL - Public Domain Media Search Engine Public Domain Search}. Abgerufen am 11. April 2025.
3. 1 2 3  Beranek. Abgerufen am 11. April 2025.
4. ↑  Murray G. Hall: The Fate of the Internationaler Psychoanalytischer Verlag. 1988, S. 9 (murrayhall.com [PDF]).
5. ↑  Die Brücke (1945 bis 1965). Abgerufen am 11. April 2025.
6. ↑  ANNO, Wiener Zeitung, 1948-05-12, Seite 5. Abgerufen am 11. April 2025.
7. ↑  Gerhard Fritsch im Wien Geschichte Wiki der Stadt Wien

| Personendaten    | Personendaten                                     |
| ---------------- | ------------------------------------------------- |
| NAME             | Beranek, August                                   |
| KURZBESCHREIBUNG | österreichisch-deutscher Verleger und Herausgeber |
| GEBURTSDATUM     | 1904                                              |
| STERBEDATUM      | 1979                                              |
| STERBEORT        | Ost-Berlin                                        |